# Onze man in Havana
Onze man in Havana (Engels: Our Man in Havana) is een roman uit 1958, geschreven door Graham Greene.

## Synopsis
Het verhaal speelt zich af in de Cubaanse stad Havana. Het is niet helemaal duidelijk wanneer precies, in ieder geval na de Tweede Wereldoorlog. De hoofdpersoon, Jim Wormold, wordt benaderd door de Britse geheime dienst met het verzoek om tegen betaling informatie te verschaffen. Jim heeft privéproblemen. Zijn vrouw heeft hem verlaten en hij moet in zijn eentje voor zijn dochter zorgen. Aangezien zijn dochter graag met geld smijt, voelt hij zich gedwongen om voor de Britten te gaan werken door informatie te verzinnen en op die manier aan extra inkomsten te komen.
Na verloop van tijd vertelt hij de Britten zelfs dat de Cubanen over een waterstofbom beschikken. Hij moet helaas wel steeds meer moeite doen om zijn leugens geloofwaardig te houden. Zijn contactpersoon bij de Britten vermoedt dat de informatie verzonnen is maar grijpt niet in. Doordat het net lijkt alsof Jim een echte spion is loopt hij ook gevaar. Een aantal mensen die hij zelf als handlanger heeft aangewezen, terwijl deze mensen niets met spionage te maken hadden, worden vermoord. Zelf dreigt hij ook bijna vermoord te worden.
Uiteindelijk komen de Britten achter het bedrog maar omdat zij gezichtsverlies willen voorkomen geven ze hem een medaille.

## Trivia
- Het boek werd in 1959 verfilmd in Havana, waar Fidel Castro net aan de macht was gekomen. De communistische regering gaf toestemming omdat de film de westerse inlichtingendiensten belachelijk zou maken.
- Graham Greene trad in 1941 zelf in dienst bij de Britse geheime dienst. In Lissabon kreeg hij te maken met een dubbelagent die de Nazi's van desinformatie voorzag door troepenbewegingen te verzinnen, kaarten te vervalsen en net te doen alsof hij een grote groep informanten tot zijn beschikking had. Waarschijnlijk werd Greene door dit voorval geïnspireerd.